# Сестрорецк (станция)
Сестроре́цк — железнодорожная станция сестрорецкого направления Октябрьской железной дороги в городе Сестрорецке (Курортный район Санкт-Петербурга).
Расположена по обе стороны от переезда, по которому проходит улица Воскова и Дубковское шоссе. Платформа северного направления находится у дома 9, корпус 2, по улице Воскова, платформа южного направления — у проезда на Бочагу. В большинстве случаев на станции происходит разъезд электропоездов. С южной стороны переезда, помимо платформы, расположен вокзал (с другой стороны путей).
Из южной горловины станции отходит путь с недействующей ныне грузовой платформой. Южнее станции путь проходит по мосту через Водосливный канал. Раньше по мосту пролегало два пути, это заметно по опорам моста, изначально рассчитанным на два пути. Из северной горловины отходил ныне демонтированный путь к бывшей овощной базе (дом «Водолей») на Цемяночной, далее дорога идёт на Сестрорецкий инструментальный завод.
Платформа является конечной для части поездов. Остальные поезда следуют со всеми остановками:
- На юг — до Финляндского вокзала;
- На север — большинство до Белоострова, и реже — круговые до Финляндского вокзала, но через Белоостров и Парголово. В середине 2000-х был отменён, но снова появился в расписании в 2019 году.

## История
Первая железная дорога Миллера в Сестрорецк была проложена от станции Белоостров в Сестрорецк на Пески. Станция на Песках была огорожена:

27 марта 1876 года поступила жалоба на руководство станции. Ученики школы, обучающиеся в ней по вечерам, иногда до 10-12 часов вечера по окончании занятий того, что ведущие в селение ворота, находятся в ведении Сестрорецкой станции запираются гораздо раньше. Учащиеся ходили через пути мимо платформы. Начальник станции заявил, что пропускать не будет. Таким образом, ученики должны будут обходить кругом через Канонерку, то есть по кругу более двух вёрст. Поэтому управа обращается и просит отменить распоряжение начальника станции. Если не решить об отмене, то устроить калитку, в заборе у ворот около станции. Ключ будет у учительницы и калитка будет отворяться.

Платформа была устроена одновременно с пуском участка Раздельная — Сестрорецк Приморской Санкт-Петербург — Сестрорецкой железной дороги 26 ноября 1894 года.
Деревянное здание вокзала, расположенное около платформы, с которой отправляются поезда на Санкт-Петербург, было построено, возможно, П. А. Авенариусом как автором ветки в целом или Бруно Гранхольмом, так как здание было похоже на вокзал в Озерках; достоверно архитектор неизвестен. Изначально, с 1894 года, поезда временно прибывали к берегу Водосливного канала «Шипучка», к земляной платформе. Чтобы продолжить дорогу, в последующие годы были возведены железнодорожный мост на каменных устоях, насыпь через Бочагу, паровозное депо, ветка к оружейному заводу и сам вокзал, начавший работу с 1899 года.
С вокзала началось развитие Дубковского шоссе и прилегающих территорий в сторону морского побережья. Весной 1900 года запустили движение по двухколейному участку железной дороги к будущему санаторию Сестрорецкий Курорт, а летом 1900 года открылся и он сам.
В начале XX века вокзал внешне реконструировали. Во время Великой Отечественной войны от него к рубежу обороны уходили бронепоезда «Сталинец-28» и «Смерть врагу». На привокзальной площади передавались радиосводки с фронта, а в 1943 году на станцию прибыл первый поезд из ещё блокадного Ленинграда.
1 июня 1952 года сестрорецкая линия была электрифицирована.
С 1960-х годов аппаратура управления станцией была вынесена в отдельное служебное здание неподалёку от вокзала.
В 1970 году станция Сестрорецк обслуживалась начальником станции, дежурным по станции, товарным кассиром, двумя билетными кассирами и старшим кассиром.
К концу XX века здание было предельно изношено и требует капитального ремонта. По планам железнодорожников должно было быть построено новое здание вокзала за магазинами у второй платформы. Старое здание хотели отреставрировать и передать под краеведческий музей.
В конце 2009 — начале 2010 годов вместо маленькой старой будки для дежурного по переезду было построено новое двухъярусное здание. Автодорожный переезд рядом со станцией в створе улицы Воскова и Дубковского шоссе вызвал необходимость в создании сложной сигнализационной схемы, обеспечивающей меньшую длительность закрытия переездных шлагбаумов при стоянке поезда на станции.
В 2013 году планировалось построить новый вокзал — современный комплекс обслуживания пассажиров, который должен был включать в себя также помещения сферы услуг. Предполагалось сопутствующее благоустройство прилегающей территории. В 2012 году был заключён договор с инвестором на строительство комплекса, выполнялись проектные работы. В связи с подготовкой к празднованию 300-летия города Сестрорецка, работы начались со сноса прилегающего к вокзалу «блошиного» рынка (торговый комплекс ООО «Римп-клуб»), существовавшего здесь более 20 лет. Идея сноса здания с заменой на новый комплекс не получила одобрения надзорных органов и общества, после запрета сноса также обсуждался вариант разобрать старое здание и собрать его рядом.
При реставрации 2017—2018 годов в здании случился пожар, но ущерб оказался относительно небольшим. ОАО «РЖД» обязано было полностью реконструировать здание до августа 2022 года, но летом 2023 года ожидалось только начало очередных работ по восстановлению облика 1910 года.

## Культурное наследие
Сестрорецкий вокзал посещал А. Блок, о чём он писал в письме своей жене Л. Д. Блок:
24 мая. Ночь. (1907. Сестрорецк)

Милый друг.
Я пишу тебе с Сестрорецкого вокзала. Сижу и пью. Пьеса («Песня любви») подвигается. Я сейчас был в Левашове — на той лесной дороге, где мы были с тобой давно. Там так же хорошо, как было. Лесной воздух. Ёлки и вечерний туман. Большая часть первого акта — о тебе. Твоё письмо получил — и книгу. Когда приеду — не знаю. Думаю, что приеду. Мыслей очень много. И какая-то глубокая, подстерегающая усталость. Пиши мне и помогай.
Саша.
Этот листик из того леска в Левашове, где мы были с тобой. Там совсем Шахматовское — ёлки, рябина и брусника на мху.

## Транспорт
Рядом с вокзалом расположены две остановки, на которых останавливаются автобусы:
- 211 станция метро «Чёрная речка» — Зеленогорск, вокзал
- 215 Кронштадт, Гражданская улица — Сестрорецк, улица Борисова
- 216 станция метро «Беговая» — Сестрорецк, Курортная улица
- 216А станция метро «Старая Деревня» — Сестрорецк, улица Борисова
- 302 Матросская улица — Реабилитационный центр
- 304 Сестрорецк, 38-й квартал — 21-й км Приморского шоссе
- 306 Детский санаторий «Солнечное» — Сестрорецк, Курортная улица
- 307 Сестрорецк, Курортная улица — проспект Муромцева (только в одну сторону)
- 309 проспект Муромцева — Сестрорецк, Курортная улица (только в одну сторону)
- 310 Сестрорецк, 38-й квартал — Санаторий «Белые ночи и Дюны»
- 311 Сестрорецк, Курортная улица — Сестрорецк, улица Борисова (только в одну сторону)
- 312 Сестрорецк, улица Борисова — Сестрорецк, Курортная улица (только в одну сторону)
- 315 платформа Песочная — Сестрорецк, Курортная улица
- 600 станция метро «Беговая» — Первомайское, больница

## Фотогалерея
- Фото 1900-х годов
- Открытка 1900-х годов
- Платформа на Санкт-Петербург. Вид в южном направлении
- Платформа на Санкт-Петербург. Вид в северном направлении
- Переезд на станции Сестрорецк. За переездом — платформа на Белоостров и здание вокзала
- Указатель с названием станции, 2010 год
- Здание дежурного по переезду летом 2013 г.
- Здание дежурного по переезду, зима 2010 год
- Восточный фасад 2010 год
- Недействующая печь модели № 58 завода «Або» внутри здания вокзала
- Сестрорецкий вокзал 2012 год
- Здание вокзала в рекламе. Сентябрь 2013 года